# 堀江宏之
堀江 宏之（ほりえ ひろゆき、1962年12月5日 - ）は、日本の総務官僚。外務省在ジュネーヴ国際機関政府代表部参事官、内閣人事局内閣審議官、総務省大臣官房審議官兼財務省大臣官房審議官や、総務省行政管理局長、内閣人事局人事政策統括官、行政改革推進本部事務局長、総務審議官を歴任した。

## 人物・経歴
鹿児島県出身。1986年東京大学法学部卒業、総務庁入庁。内閣府官民人材交流センター審議官等を経て、2016年総務省大臣官房審議官（行政管理局担当）。2017年財務省大臣官房審議官（大臣官房担当）併任。2018年7月20日総務省行政管理局長、各府省情報化専任審議官等連絡会議副議長。2019年内閣人事局人事政策統括官、公務部門における障害者雇用に関する関係府省連絡会議構成員。2022年内閣官房内閣審議官兼行政改革推進本部事務局長、2023年総務審議官。2024年7月5日、辞職、総務省顧問。